# Jinsekikōgen
Jinsekikōgen (japanska: 神石高原町?, Jinsekikōgen-chō) är en landskommun i Hiroshima prefektur i Japan. Kommunen bildades 2004 genom en sammanslagning av kommunerna Jinseki, Sanwa, Toyomatsu och Yuki.